# Giovanni Agostino Cassana

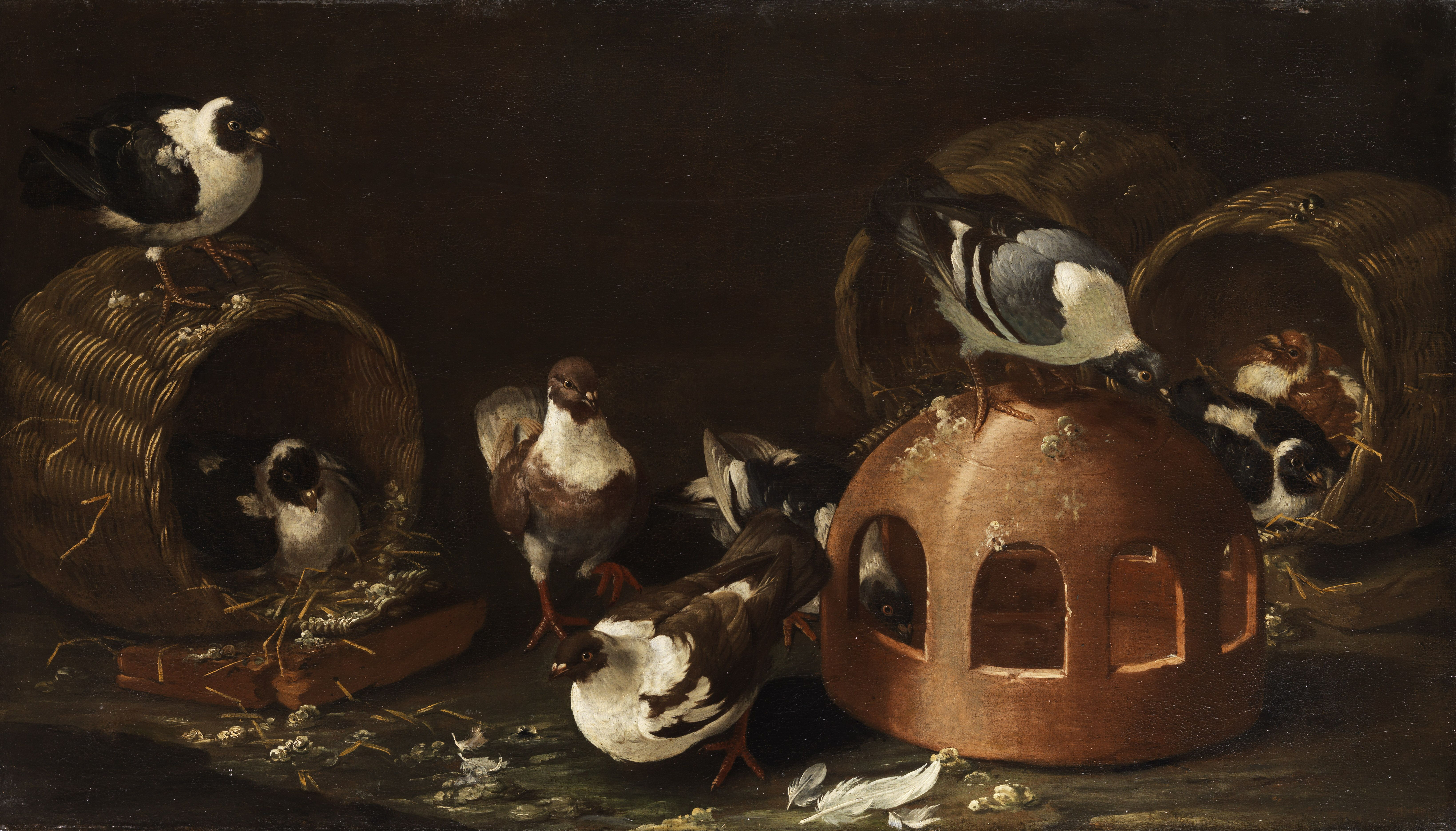
Piccioni che mangiano

Giovanni Agostino Cassana (Venezia, ... – Genova, 5 maggio 1720) è stato un pittore italiano.

## Biografia
Figlio del pittore ligure Giovanni Francesco Cassana, nacque intorno al 1654 a Venezia, ove il padre si era trasferito al seguito di Bernardo Strozzi. Seguendo le orme paterne, risulta iscritto alla fraglia dei pittori di Venezia sicuramente dal 1711.
Allievo del padre come i fratelli Niccolò, Giovanni Battista e Maria Teresa, esordì come ritrattista per poi divenire apprezzato pittore di animali. Fu al servizio della duchessa di Guastalla Maria Vittoria Gonzaga e poi della corte fiorentina, poiché il fratello Niccolò era diventato intimo amico di Ferdinando de' Medici.
Nel 1718 si trasferì a Genova, dove morì nel 1720.

## Opere nei musei
- Ermitage di San Pietroburgo (Russia),
- Metropolitan Museum di New York (USA),
- National Museum di Cracovia (Polonia),
- Uffizi di Firenze,
- Galleria dell'Accademia Nazionale di San Luca di Roma,
- Museo Civico di Padova.